# پرستارماهی گالیور

پرستارماهی گالیور یا ماهی پیشانی‌پرور گالیور (نام علمی: Kurtus gulliveri) نام یک گونه از سرده ماهیان پیشانی‌پرور است.